# Giuseppe Sardi

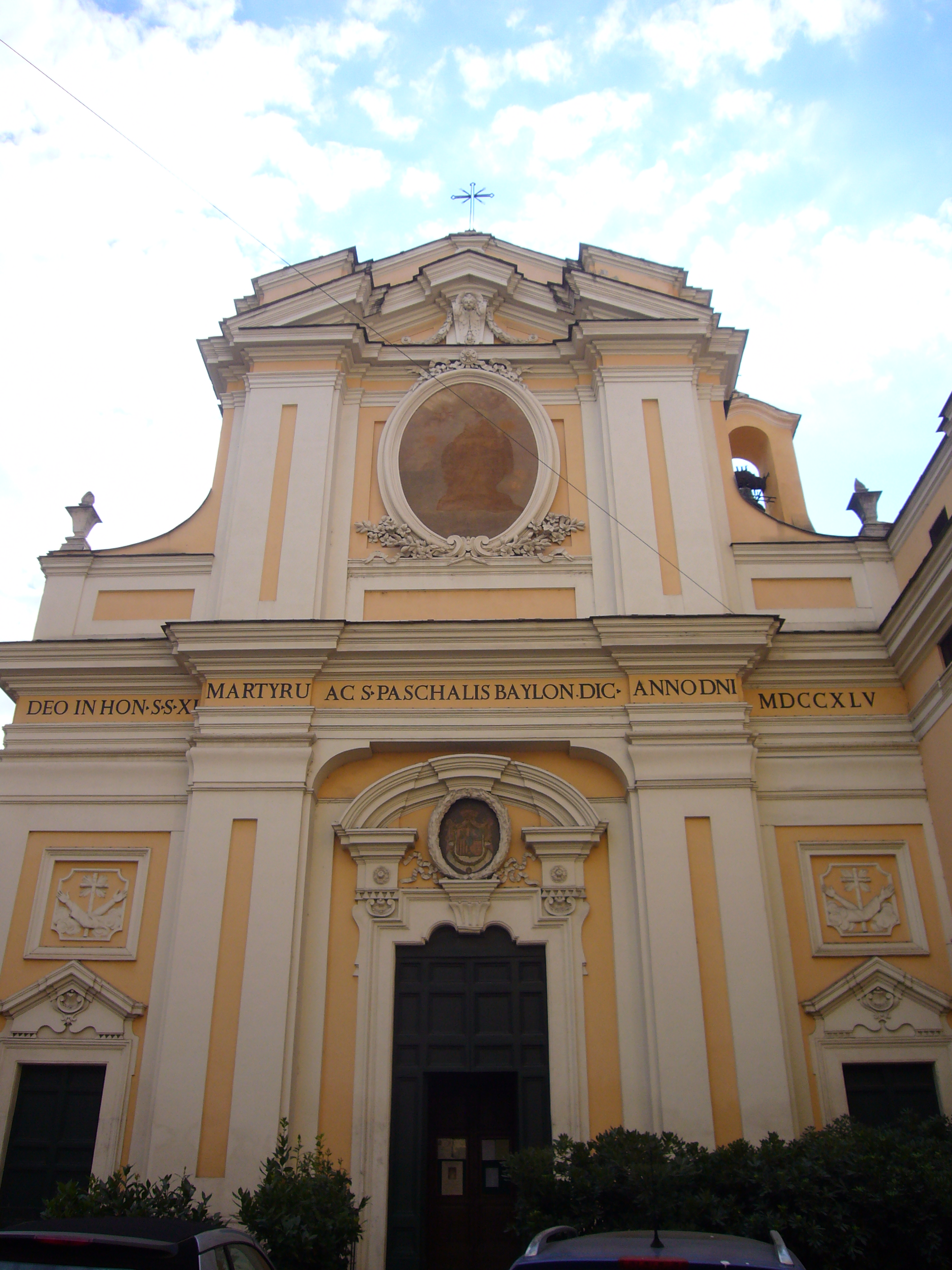
Kyrkan Santi Quaranta Martiri e San Pasquale Baylon.

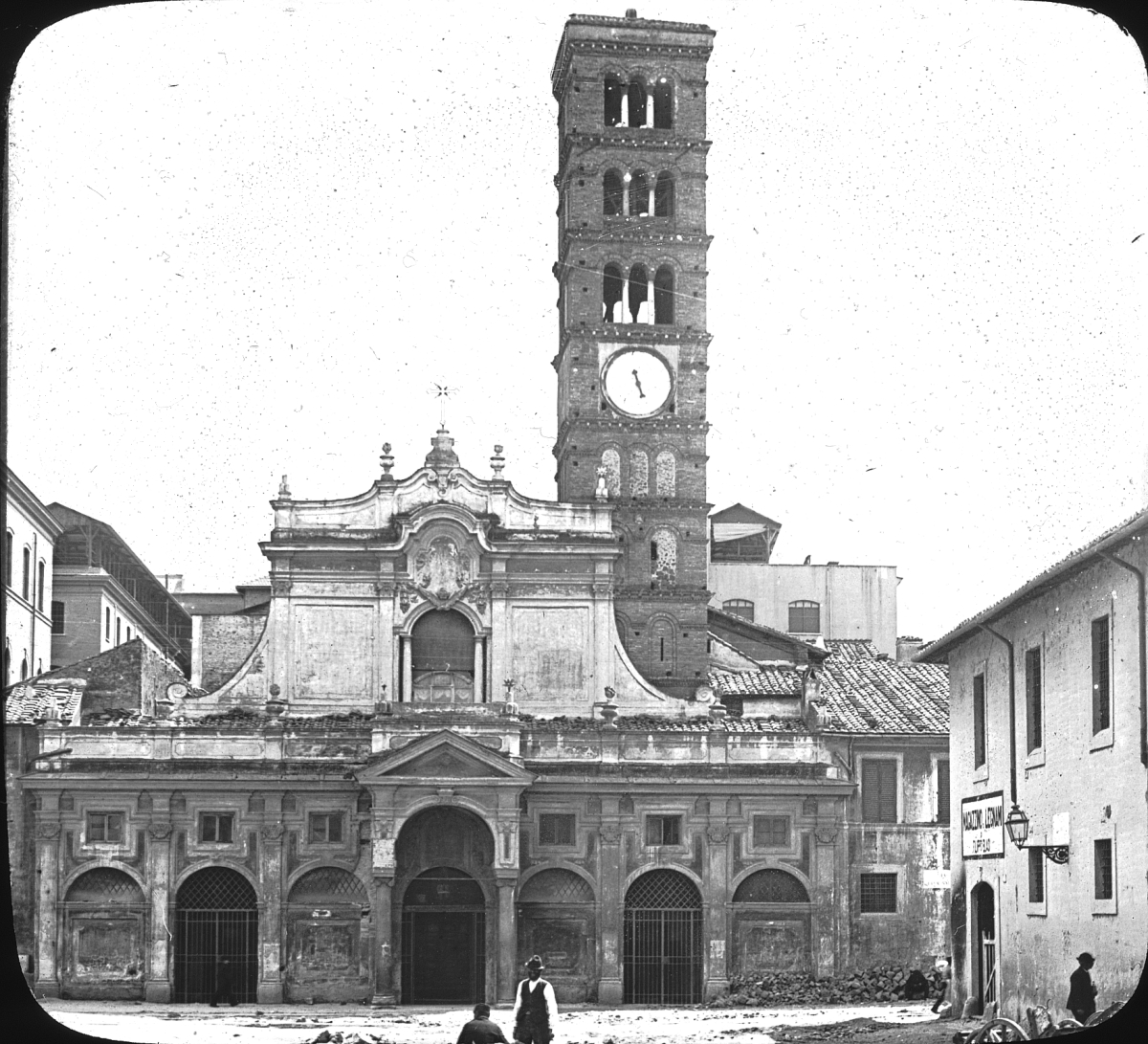
Basilikan Santa Maria in Cosmedin med Sardis barockfasad.

Giuseppe Sardi, född 1680 i Sant'Angelo in Vado, död 1753 i Rom, var en italiensk arkitekt.
Sardi sökte till viss del förvalta det borrominiska arvet inom arkitekturen. Sardi gav 1718 den medeltida kyrkan Santa Maria in Cosmedin en barockfasad. Denna fasad revs dock under 1890-talets senare hälft.
Kyrkan Santi Quaranta Martiri e San Pasquale Baylon i Trastevere är Sardis magnum opus.

## Byggnadsverk
- Santissimo Rosario, Marino (1712)[6]
- Santa Maria in Monticelli, Rom, restaurering (1715; tillsammans med Matteo Sassi)[7]
- San Lorenzo in Lucina, Rom, baptisteriet (1721)[8]
- San Paolo alla Regola, Rom, fasadens övre del (1721)[9]
- Santa Maria delle Lauretane, Rom, fasaden (1739)[10]
- Santi Quaranta Martiri e San Pasquale Baylon, Trastevere, Rom, kyrkan (1744–1747), klostret (1736–1739)[9]